# Eurotrance
Eurotrance (også kendt som Commercial trance, Euro Trance og Hands Up) er en undergenre af trance og dance, samt en hybrid af hard trance og eurodance-musik. Det der typisk kendetegner eurotrance er, at den har 'glade' og positive melodier med en ekstremt tung bas. Genren er en blanding af hardtrance og eurodance, og har gengivelser fra happy hardcore-numre. Mange forbinder fejlagtigt genren med techno. I nogle lande kaldes genren også harddance.

## Popularitet
Genren slog først rigtigt igennem i starten af 2000 tallet. Siden hen er genren blevet en af de mest populære genre inde for elektronisk musik. Genren er bl.a. slået igennem i Danmark, Italien, Storbritannien, Sverige og Tyskland.

## Artister
- Rocco
- Bass-T
- Cascada
- Ole Van Dansk
- Groove Coverage
- DJ Jean
- Axel Coon
- The Real Booty Babes
- DJ Alligator
- CJ Stone
- Heavenly Skyz (bootleggers)
- Icarus
- Basshunter
- Laser Inc
- Secondtunez
- Italobrothers
- Brooklyn Bounce
- Brisby & Jingles
- DJ Carpi
- DJ Raaban
- DJ MNS
- Jens O
- DJ Pulse
- Potatoheadz
- Pulsedriver
- E-Maxx
- E-Type
- Master Blaster
- DJ Roine